# B. J. Novak
Benjamin Joseph Manaly Novak (Plantsville, Connecticut, 31 de julio de 1979), conocido como B. J. Novak, es un actor, cómico, guionista y director estadounidense. Como actor ha aparecido en películas como Knocked Up e Inglourious Basterds, e interpreta a Ryan Howard en la serie de la NBC The Office, de la que es también guionista y coproductor ejecutivo.

## Primeros años
William Novak, el padre de Benjamin, es un escritor anónimo y coeditor de The Big Book of Jewish Humor. Novak tiene dos hermanos pequeños, Jesse y Lev. Novak creció en Newton, Massachusetts, Massachusetts y estudió en la Newton South High School con su futuro compañero de reparto en The Office, John Krasinski, con quien se graduó en 1997. Posteriormente, entró en la Universidad Harvard, donde trabajó para el Harvard Lampoon y se especializó en literatura inglesa y española.  Además de en el Lampoon, actuó ocasionalmente en un show cómico llamado The B. J. Show en compañía de un amigo suyo y también estudiante de Harvard, B. J. Averell. Novak escribió su tesis sobre las películas de Hamlet de Shakespeare.

## Carrera
Se graduó en Harvard en 2001. Después se mudó a Los Ángeles y comenzó a trabajar en locales como cómico de monólogos. Su primera actuación en directo fue en el mes de octubre de 2001 en el Hollywood Youth Hostel. Fue designado por la revista Variety como uno de los  "Ten Comedians To Watch" (10 cómicos que debes ver) en 2003.
Novak fue el guionista de la comedia de la The WB Raising Dad. También trabajo para otra comedia de la Comedy Central llamada Premium Blend y en el show de Conan O'Brien: Late Night with Conan O'Brien.
Su carrera como actor de televisión comenzó en la MTV, para el show Punk'd junto a Ashton Kutcher, Hilary Duff, Usher, y Mýa.

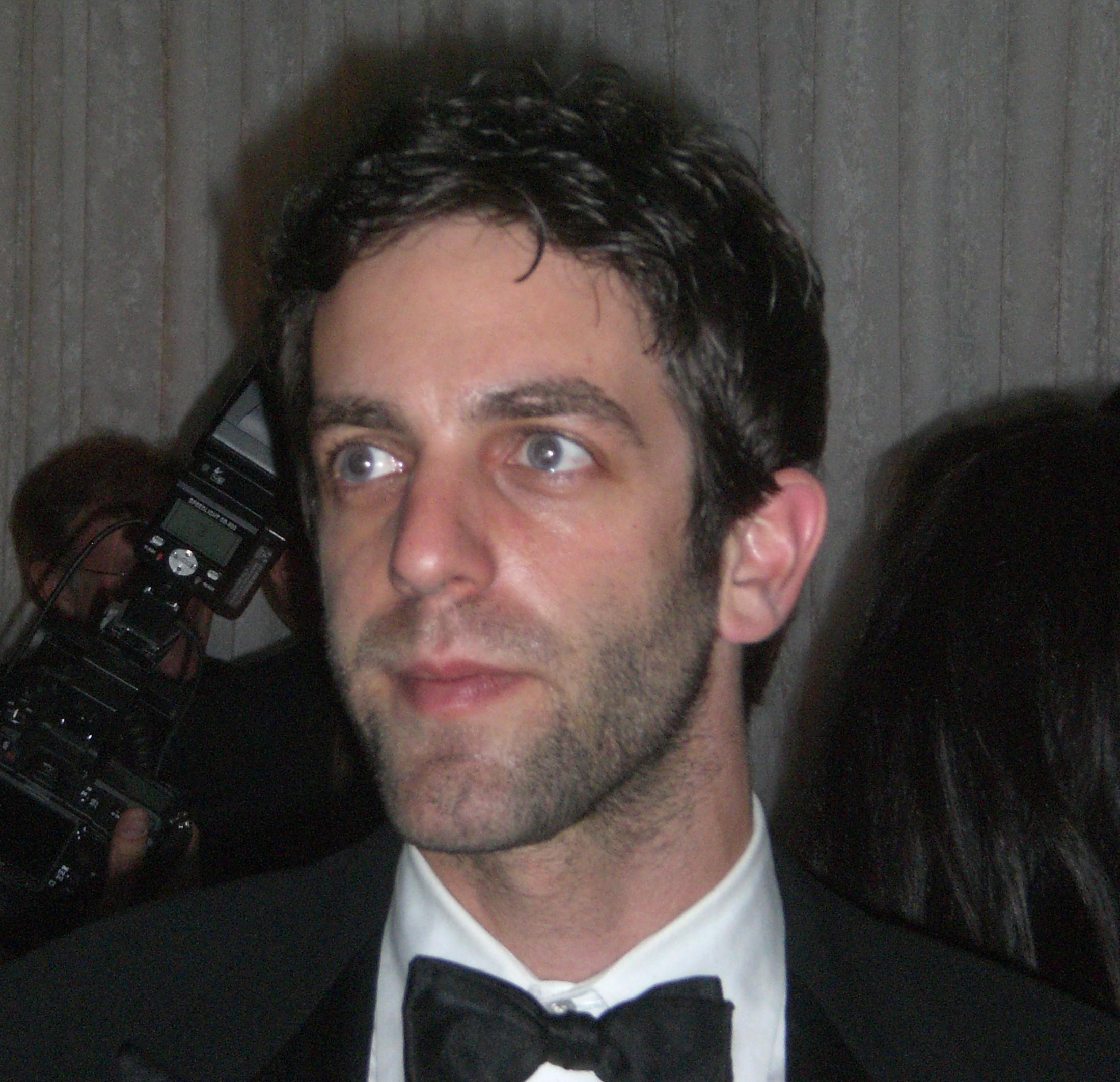
Novak en 2008.

Después de verle en una actuación, el productor ejecutivo Greg Daniels decidió incluirlo en su proyecto de llevar a la pantalla americana una adaptación de la sitcom británica The Office. Novak interpretó a Ryan Howard, siendo el primer fichaje oficial del remake. También es guionista y coproductor de la serie. Novak fue el que ideó la famosa frase de la serie "that's what she said," (eso dijo ella), que se convirtió en una broma recurrente en la serie.
Además de sus aportaciones televisivas, Novak ha aparecido en películas como Peligro! menores sueltos, En algún lugar de la memoria, Lío embarazoso, el filme bélico de Quentin Tarantino Inglourious Basterds, Saving Mr. Banks y como Alistair Smythe en The Amazing Spider-Man 2: Rise of Electro.

## Filmografía

### Actor
| Año             | Película                                  | Papel                 | Notas |
| --------------- | ----------------------------------------- | --------------------- | --- |
| 2003            | Punk'd                                    | Field Agent           | TV series |
| 2005–2012, 2013 | The Office                                | Ryan Howard           | Screen Actors Guild Award for Outstanding Performance by an Ensemble in a Comedy Series (2006, 2007) Nominado: Screen Actors Guild Award for Outstanding Performance by an Ensemble in a Comedy Series (2008) Nominado: Prism Award for Best performance in a Comedy Series (2009) |
| 2006            | Unaccompanied Minors                      | Asistente de vuelo    | |
| 2007            | Reign Over Me                             | Mr. Fallon            | |
| 2007            | Knocked Up                                | Unnamed Doctor        | |
| 2009            | Inglourious Basterds                      | Pfc. Smithson Utivich | Screen Actors Guild Award for Outstanding Performance by a Cast in a Motion Picture |
| 2011            | Los Pitufos                               | Pitufo panadero       | |
| 2012            | El dictador                               |                       | |
| 2013            | The Mindy Project                         | Jaime                 | (3 episodes) |
| 2013            | The Internship                            | Entrevistador         | |
| 2013            | Saving Mr. Banks                          | Robert B. Sherman     | |
| 2014            | The Amazing Spider-Man 2: Rise of Electro | Alistair Smythe       | |
| 2016            | The Founder                               | Harry Sonneborn       | |

### Guionista
| Año       | Título            | Notas |
| --------- | ----------------- | --- |
| 2001–2002 | Raising Dad       | 2 episodios |
| 2005–2012 | The Office        | Writers Guild of America Award for Comedy Series (2006) Nominado: Writers Guild of America Award for a Comedy Series (2005, 2007, 2008) Nominado: Writers Guild of America Award for a New Series (2005) Nominado: Writers Guild of America Award for an Episodic Comedy (2005, 2007) |
| 2013      | The Mindy Project | 1 episodio |

### Director
| Año  | Título                              | Notas               |
| ---- | ----------------------------------- | ------------------- |
| 2009 | The Office – Blackmail episodio web | 4 episodios         |
| 2009 | The Office – Scott's Tots           | emitido 12/03/09    |
| 2011 | The Office - The Seminar            | emitido 1/27/11     |
| 2011 | The Office - The List               | emitido 9/22/11     |
| 2012 | The Office – Trivia                 | emitido 01/12/12    |
| 2013 | The Mindy Project – Mindy's Minute  | emitido 02/19/13    |
| 2013 | The Mindy Project - Santa Fe        | emitido 04/09/13    |
| 2022 | Vengeance                           | escritor y director |

## Premios y nominaciones
| Año  | Grupo                           | Premio                                                    | Ganador | Trabajo    |
| ---- | ------------------------------- | --------------------------------------------------------- | ------- | ---------- |
| 2005 | Writers Guild of America Awards | New Series                                                | No      | The Office |
| 2005 | Writers Guild of America Awards | Episodic Comedy - por el episodio Diversity Day           | No      | The Office |
| 2005 | Writers Guild of America Awards | Comedy Series                                             | No      | The Office |
| 2006 | Screen Actors Guild Awards      | Outstanding Performance by an Ensemble in a Comedy Series | Si      | The Office |
| 2006 | Writers Guild of America Awards | Comedy Series                                             | Si      | The Office |
| 2007 | Screen Actors Guild Awards      | Outstanding Performance by an Ensemble in a Comedy Series | Si      | The Office |
| 2007 | Emmy Awards                     | Outstanding Comedy Series                                 | No      | The Office |
| 2007 | Writers Guild of America Awards | Episodic Comedy - for episode Local Ad                    | No      | The Office |
| 2007 | Writers Guild of America Awards | Comedy Series                                             | No      | The Office |
| 2008 | Screen Actors Guild Awards      | Outstanding Performance by an Ensemble in a Comedy Series | No      | The Office |
| 2008 | Emmy Awards                     | Outstanding Comedy Series                                 | No      | The Office |
| 2008 | Writers Guild of America Awards | Comedy Series                                             | No      | The Office |
| 2009 | Prism Awards                    | Performance in a Comedy Series                            | No      | The Office |